# Велика жупа Загір'я
Велика жупа Загір'я (хорв. Velika župa Zagorje) — адміністративно-територіальна одиниця Незалежної Держави Хорватії (НДХ), що існувала з 3 червня 1941 до 8 травня 1945 року на території Хорватії. Адміністративним центром був Вараждин. Складалася із двох виділених в окремі адміністративні одиниці міст Вараждина і Чаковця та десятьох районів, які називалися «котари» або «котарські області» (хорв. kotarske oblasti) і збігалися в назві з їхніми адміністративними центрами:
- Вараждин
- Златар
- Іванець
- Кланєц
- Крапина
- Лудбрег
- Новий Мароф
- Преграда
- Прелог
- Чаковець

Цивільною адміністрацією у великій жупі керував великий жупан, який був довіреною особою центральної влади і якого призначав поглавник (вождь) Анте Павелич.

## Меджимур'я
Попри те, що ще в квітні 1941 року Меджимур'я загарбала Угорщина, НДХ зберегла адміністрації районів Чаковець і Прелог. Керівництво цих двох районів перебувало у Вараждині. Хорватська сторона юридично «прописала» Меджимур'я як складову частину великої жупи Загір'я з адміністративним центром у Вараждині, що відповідним чином було відображено і на картах НДХ.
Котарські області Чаковець і Прелог являли собою особливий адміністративний орган. Він виник як тимчасова структура з метою координування допомоги біженцям із Меджимур'я. Пізніше вона реорганізувалася в установу, яка також займалася і зв'язками з хорватами з Меджимур'я. Третя мета діяльності полягала у зборі відомостей, якими в НДХ збиралися скористатися у майбутньому для реінтеграції Меджимур'я.
Повіреним НДХ у справах Меджимур'я був Теодор Кошак.